# Hemelrijk (Brugge)
Hemelrijk is een straat in Brugge.

## Beschrijving
Op de plek van de straat stond een hofstede met de naam Hemelrycke.
In Brugge bestonden verschillende huizen die Hemelrijk heetten:
- 1484: een huis op het Sint-Jansplein;
- 1496: een huis bij de Heilige-Magdalenakerk;
- 1508: een huis bij 't Zand;
- 1562: een huis in de Dweersstraat;
- 1768: een huis in de Kartuizerinnenstraat.

Voor al deze huizen is het praktisch zeker dat de naam verband hield met een begraafplaats die er destijds aanwezig was. Hoewel het ook gewoon een verwijzing kon zijn naar het Rijk der hemelen.
Voor de naam van de hofstede in kwestie was er echter een andere oorsprong. 'Hem' was een Middelnederlands woord dat betekende: omheind, afgeperkt. 'Rik' betekende een stuk grond. 'Hemrik' was dus een omsloten stuk grond. In de volksmond werd dit omgevormd tot Hemelrijk. In de Franse tijd vertaalde men het in 'Rue du Paradis'.
Een gedeelte van de Oliebaan en het Hemelrijk zijn de laatste zandwegen in Brugge, zoals er in de 19de eeuw nog vele waren. Deze schilderachtige wegen die doorheen ommuurde percelen lopen, worden zorgvuldig in deze staat behouden.
De 16de-eeuwse hofstede met schuur die schilders en wandelaars naar het Hemelrijk aantrok, werd in de jaren 1960 door vandalen gesloopt.
Hemelrijk loopt van de Snaggaardstraat naar de Oliebaan.